# Volvo LV120
Volvo LV120/130/140/150, также Roundnose (со швед. — «Круглоносый») — серия среднетоннажных грузовых автомобилей, выпускавшихся шведским автопроизводителем Volvo в 1939—1954 годах.

## История
«Круглоносый» Вольво появился осенью 1939 года, вскоре после начала Второй мировой войны. Грузовик выпускался в трёх модификациях: небольшой LV120, унаследовавший двигатель EC с боковыми клапанами от модели 1938 года LV101 («Spetsnosen»), и более крупные модели LV125 и LV130 с верхнеклапанным мотором FC, ранее устанавливавшемся на LV90. Во время войны многие из этих грузовиков были оснащены газогенераторами. В 1944 году была представлена модель LV140 с большим двигателем FE которая пришла на смену машинам LV180-й и 190-й серий («Långnosen»).
В 1946 году автомобили серии LV150 стали первыми грузовиками Volvo с дизельным двигателем, на них устанавливался предкамерный дизель VDA.
В начале 1950-х годов все модели были обновлены. Серия LV120 получила двигатель ED и стала именоваться L220; аналогично, LV140 с новым мотором A6 стала L230, а машины LV150, на которых устанавливали дизель с непосредственным впрыском топлива VDC стали серией L245.

## Двигатели
| Модель    | Год     | Двигатель         | Рабочий объём, см3 | Мощность, л. с. | Тип                                           |
| --------- | ------- | ----------------- | ------------------ | --------------- | --------------------------------------------- |
| LV120-123 | 1940-49 | Volvo EC: I6 sv   | 3670               | 86              | бензиновый                                    |
| LV125-138 | 1939-50 | Volvo FC: I6 OHV  | 4394               | 90              | бензиновый                                    |
| LV125-138 | 1939-45 | Volvo FCH: I6 ohv | 4394               | 90              | двигатель Хессельмана                         |
| LV140-148 | 1944-51 | Volvo FE: I6 ohv  | 5652               | 105             | бензиновый                                    |
| LV151-154 | 1946-49 | Volvo VDA: I6 ohv | 6126               | 95              | предкамерный дизельный двигатель              |
| L221-224  | 1950-54 | Volvo ED: I6 sv   | 3670               | 90              | бензиновый                                    |
| L231-234  | 1951-54 | Volvo A6: I6 ohv  | 4703               | 105             | бензиновый                                    |
| L246-249  | 1950-53 | Volvo VDC: I6 ohv | 6126               | 100             | Дизельный с непосредственным впрыском топлива |

## Галерея
- Volvo LV142 с газогенератором.
- Volvo L245, около 1950 года
- Volvo L249.